# Hakham
Hakham (en hebreu: חכם, literalment "savi") (en plural: חכמים, hakhamim) és un títol equivalent a un savi o a un doctor en matèria de halacà, la llei jueva. Aquest és un títol usat pels jueus sefardites i pels mizrahim. Per a ells el cap espiritual és un rabí, que pot ser ordenat per un seminari rabínic, o bé pels representants d'una comunitat jueva. Els caraites el consideren com una part del seu lideratge, encara que en el caraisme no existeix una figura equivalent a un gran rabí.